# Йоган Бакке
Йоган Йоганессен Бакке (норв. Johan Johanessen Bakke, нар. 1 травня 2004, Согндал, Норвегія) — норвезький футболіст, півзахисник клубу «Молде».

## Ігрова кар'єра

### Клубна
Йоган Бакке народився у місті Согндал і грати у футбол починав у місцевому однойменному клубі. У серпні 2020 року футболіст дебютував у першій команді «Согндала» у турнірі другого дивізіону чемпіонату Норвегії.
Перед початком сезону 2022 року Бакке перейшов до клубу вищого дивізіону «Молде», з яким підписав контракт на три роки. 26 травня того року півзахисник зіграв першу гру у новій команді. У 2023 році Бакке продовжив дію контракту з клубом до 2026 року.

### Збірна
З 2021 року Йоган Бакке захищає кольори юнацьких збірних Норвегії.

## Титули
Молде
 Чемпіон Норвегії: 2022